# ペイレ・カルデナル

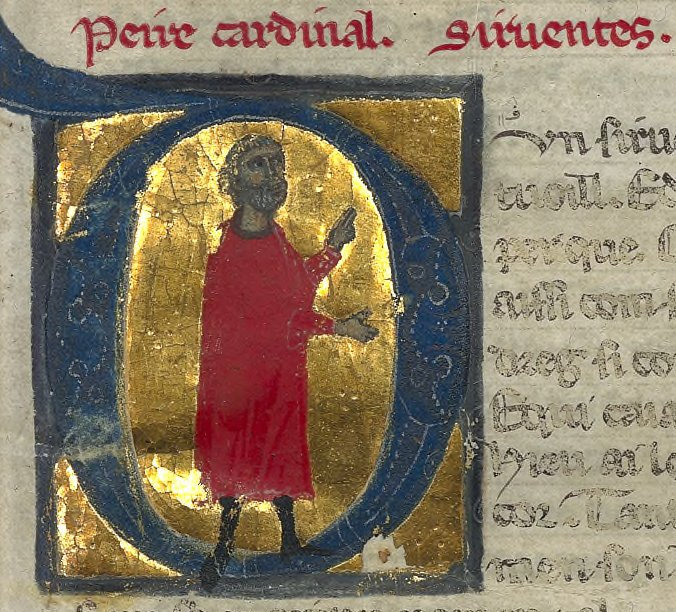
ペイレ・カルデナル

ペイレ・カルデナル（Peire Cardenal,  1180年頃 - 1278年）はプロヴァンスのトルバドゥール。諷刺詩と聖職者嫌いで有名。ピュイ＝アン・ヴレーの貴族階級の出身。教会法を独学する。100点の詩作品で有名。
| スタブアイコン | サブスタブ | この項目は、まだ閲覧者の調べものの参照としては役立たない、クラシック音楽に関連した書きかけの項目です。この項目を加筆・訂正などしてくださる協力者を求めています（P:クラシック音楽/PJ:クラシック音楽）。 |

| スタブアイコン | サブスタブ | この項目は、まだ閲覧者の調べものの参照としては役立たない、文人（小説家・詩人・歌人・俳人・作詞家・作家・放送作家・随筆家（コラムニスト）・文芸評論家）に関連した書きかけの項目です。この項目を加筆・訂正などしてくださる協力者を求めています（P:文学/PJ:作家）。 |